# Bitwa pod Nowym Orleanem
Bitwa pod Nowym Orleanem – bitwa stoczona 8 stycznia 1815 w czasie wojny brytyjsko–amerykańskiej. Była ostatnim epizodem wojny i rozegrała się już po podpisaniu kończącego ją traktatu gandawskiego. Brytyjczycy, rozpoczynając kampanię w Luizjanie, zamierzali polepszyć swoją sytuację przetargową w Gandawie. Zamiast tego kampania ta, której finałem była bitwa, zakończyła się dla Brytyjczyków dotkliwą porażką.
W grudniu 1814 generał Edward Pakenham wylądował z kilkutysięcznymi siłami nad dolną Missisipi, nie napotykając oporu. W tym czasie główne siły amerykańskie dowodzone przez generała Andrew Jacksona, przyszłego prezydenta USA, przyjęły pozycje obronne w Chalmette, około 8 km od Nowego Orleanu. Siły amerykańskie składały się z regularnych oddziałów, milicji z Tennessee, Kentucky, Luizjany, Indian Choctaw, piratów oraz ochotników spośród wolnych Murzynów. Armia brytyjska w sile około 10 000 składała się z weteranów wojen napoleońskich oraz z ochotników karaibskich.
Brytyjczycy dotarli pod umocnienia amerykańskie w Nowy Rok 1815 i rozpoczęli oblężenie. Ze szturmami powstrzymali się do czasu przybycia głównych sił. W czasie wymiany ognia i potyczek pomiędzy stronami zginęło 46 Brytyjczyków i 24 Amerykanów oraz wielu odniosło rany. Generalny szturm na amerykańskie szańce rozpoczął się 8 stycznia. Amerykanie odparli trzy potężne szturmy, tracąc zaledwie 71 żołnierzy (w tym tylko kilkunastu zabitych). Straty brytyjskie sięgnęły 2000 żołnierzy (w większości rannych), zginęło dwóch generałów – w tym głównodowodzący Edward Pakenham, trafiony kartaczem podczas próby ponownego poderwania żołnierzy do szturmu. Po tej porażce Brytyjczycy nie podjęli kolejnych szturmów i 5 lutego oddziały wycofały się z Luizjany drogą morską.
W rzeczywistości wynik bitwy nie miał żadnego znaczenia, a sama bitwa była nieporozumieniem, 24 grudnia 1814 roku podpisano bowiem traktat pokojowy kończący wojnę. Odległość i wynikłe z niej trudności z przekazywaniem informacji spowodowały, że nie zdążono poinformować o tym oddziałów polowych i żadna z walczących stron nie wiedziała o formalnym zakończeniu działań wojennych.
Popularną informacją dotyczącą bitwy jest to, że umocnienia miasta miały zostać zbudowane z bel bawełny, które rzekomo miały zatrzymywać kule. Informację tę uznawano za mit już w XIX wieku, ma jednak swoje częściowe potwierdzenie w faktach – bel bawełny użyto do budowy jedynie niewielkiego odcinka umocnień wzdłuż kanału Rodriguez (którym zresztą zostały tam dostarczone), większość została użyta do budowy magazynu (tutaj bele zostały pokryte ziemią). Zgodnie z relacjami uczestników bitwy, bawełna nie powstrzymywała jednak kul karabinowych, choć zbudowany z nich i ziemi magazyn przetrwał ostrzał artyleryjski.

## Galeria

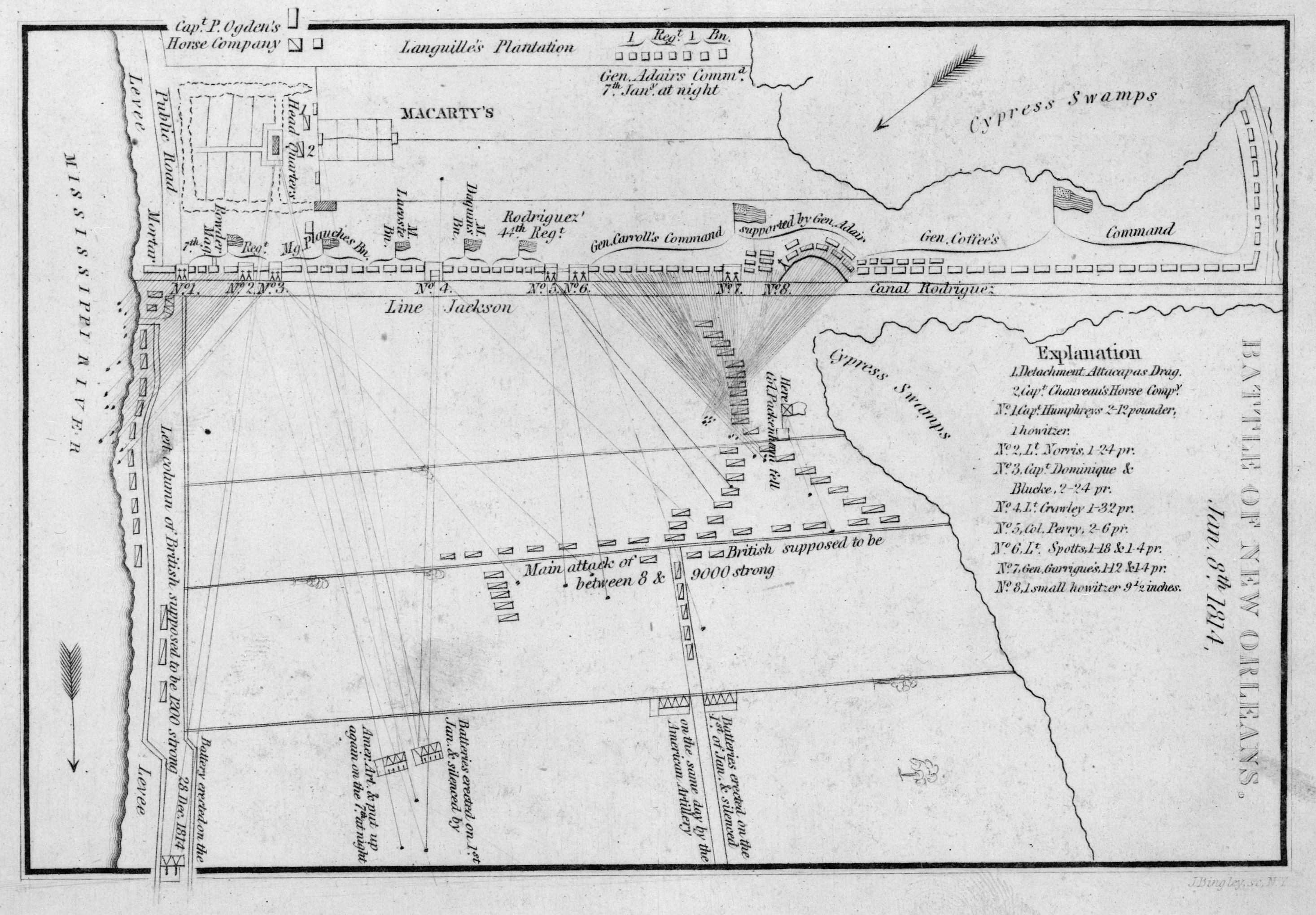
Plan pola i przebiegu bitwy
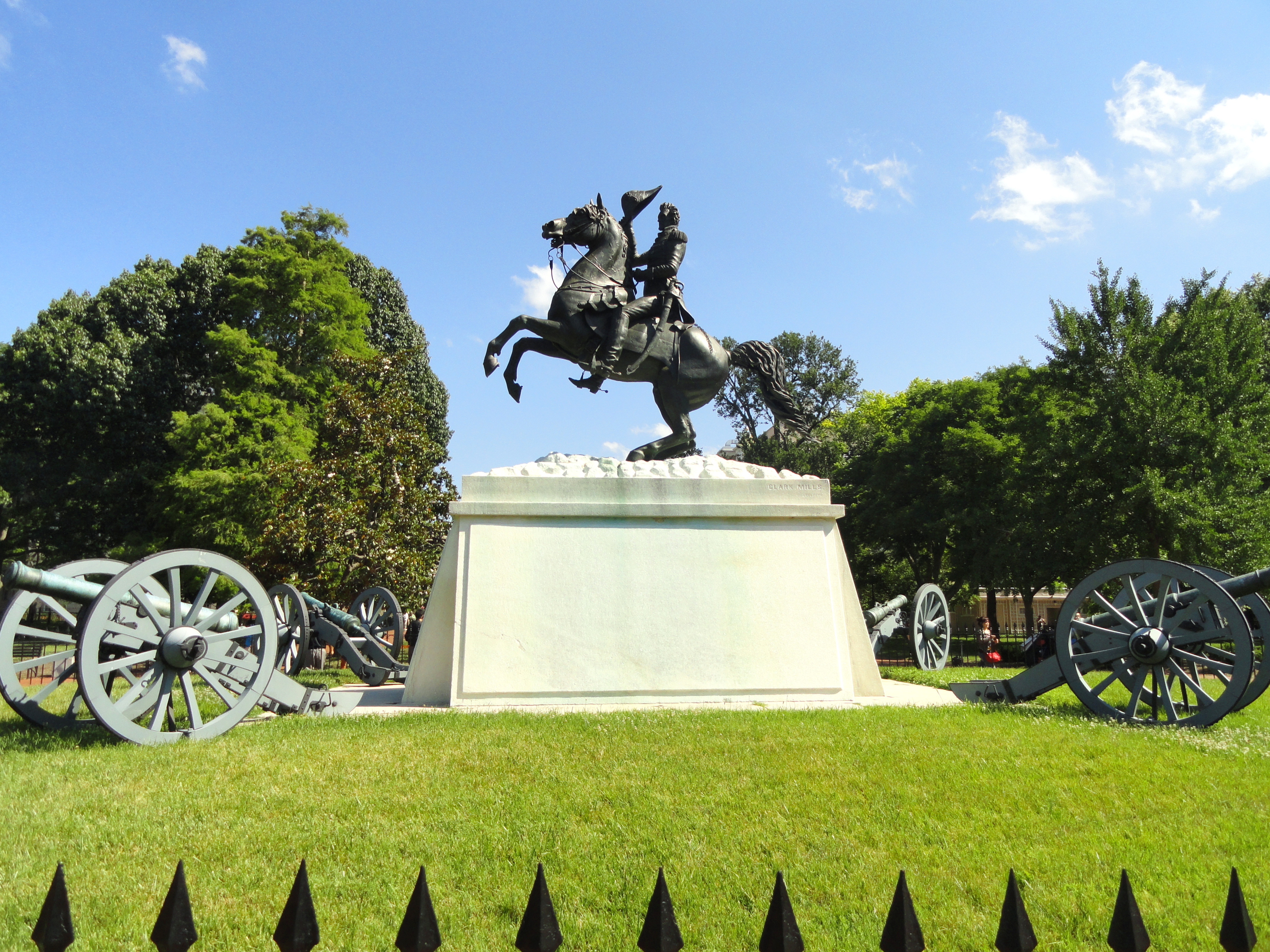
Pomnik Andrew Jacksona w Waszyngtonie